# Салватерра-де-Магуш
Салвате́рра-де-Ма́гуш (порт. Salvaterra de Magos; МФА: [saɫ.vɐ.ˈte.ʁɐ dɨ ˈma.guʃ]) — муніципалітет і містечко в Португалії, в окрузі Сантарен. Розташований у західній частині країни, на теренах історичної португальської провінції Ештремадура. Належить до Сантаренської діоцезії Католицької церкви в Португалії. Права міського самоврядування має з 1295 року. Поділяється на 4 парафії. За адміністративним поділом, чинним до 1976 року, був складовою провінції Рібатежу. Площа муніципалітету — 243,93 км², населення муніципалітету — 22159 ос. (2011); густота населення — 90,84 осіб/км²
. Патрон — святий Павло. Святковий день муніципалітету — 1-й четвер після Вознесіння. Поштовий індекс — 2120.  Код місцевої адміністративної одиниці — 1415. Складова статистичного регіону Алентежу.

## Назва
- Салвате́рра-де-Ма́гуш (порт. Salvaterra de Magos, МФА: [saɫ.vɐ.ˈte.ʁɐ dɨ ˈma.guʃ][2], [Салвате́ра дие Ма́гуш]) — сучасна португальська назва.
- Салвате́рра-де-Ма́гос (ісп. і ст.-порт. Salvaterra de Magos) — стара португальська й іспанська назви.
- Салвате́рра (порт. Salvaterra, МФА: [saɫ.vɐ.ˈte.ʁɐ][2], [Салвате́ра]) — скорочена назва.

## Географія
Салватерра-де-Магуш розташована на заході Португалії, на південному заході округу Сантарен.
Салватерра-де-Магуш межує на півночі з муніципалітетом Алмейрін, на сході та півдні — з муніципалітетом Коруше, на південному заході — з муніципалітетом Бенавенте, на заході — з муніципалітетами Азамбужа і Карташу.

## Історія
1295 року португальський король Дініш надав Салватеррі форал, яким визнав за поселенням статус містечка та муніципальні самоврядні права.
1383 року в містечку було укладено Салватеррський договір, за яким португальська інфанта й спадкоємниця престолу Беатириса ставала дружиною кастильського короля Хуана I, а їхні нащадки — королями Кастилії і Португалії. Після смерті португальського короля Фернанду I, який не залишив по собі синів-спадкоємців, цей договір став легальним інструментом у руках кастильців для поглинання португальської держави. В останній спалахнула міжусобна війна між про-кастильською і самостійницькою партією, в яку 1384 року відкрито втрутилася Кастилія. 1385 року португальські патріоти під проводом новообраного короля Жуана I розбили нападників у вирішальній битві при Алжубарроті. Внаслідок утвердження Жуана І і його нащадків на троні Салватеррський договір де-факто втратив чинність.

## Населення
| Кількість мешканців | Кількість мешканців | Кількість мешканців | Кількість мешканців | Кількість мешканців | Кількість мешканців | Кількість мешканців | Кількість мешканців | Кількість мешканців | Кількість мешканців | Кількість мешканців | Кількість мешканців | Кількість мешканців | Кількість мешканців | Кількість мешканців | Кількість мешканців |
| ------------------- | ------------------- | ------------------- | ------------------- | ------------------- | ------------------- | ------------------- | ------------------- | ------------------- | ------------------- | ------------------- | ------------------- | ------------------- | ------------------- | ------------------- | ------------------- |
| 1864                | 1878                | 1890                | 1900                | 1911                | 1920                | 1930                | 1940                | 1950                | 1960                | 1970                | 1981                | 1991                | 2001                | 2011                |                     |
| 4159                | 4802                | 5514                | 7047                | 9138                | 9391                | 11498               | 13562               | 15298               | 16966               | 16215               | 18962               | 18979               | 20161               | 22159               |                     |